# Kloster Zscheiplitz

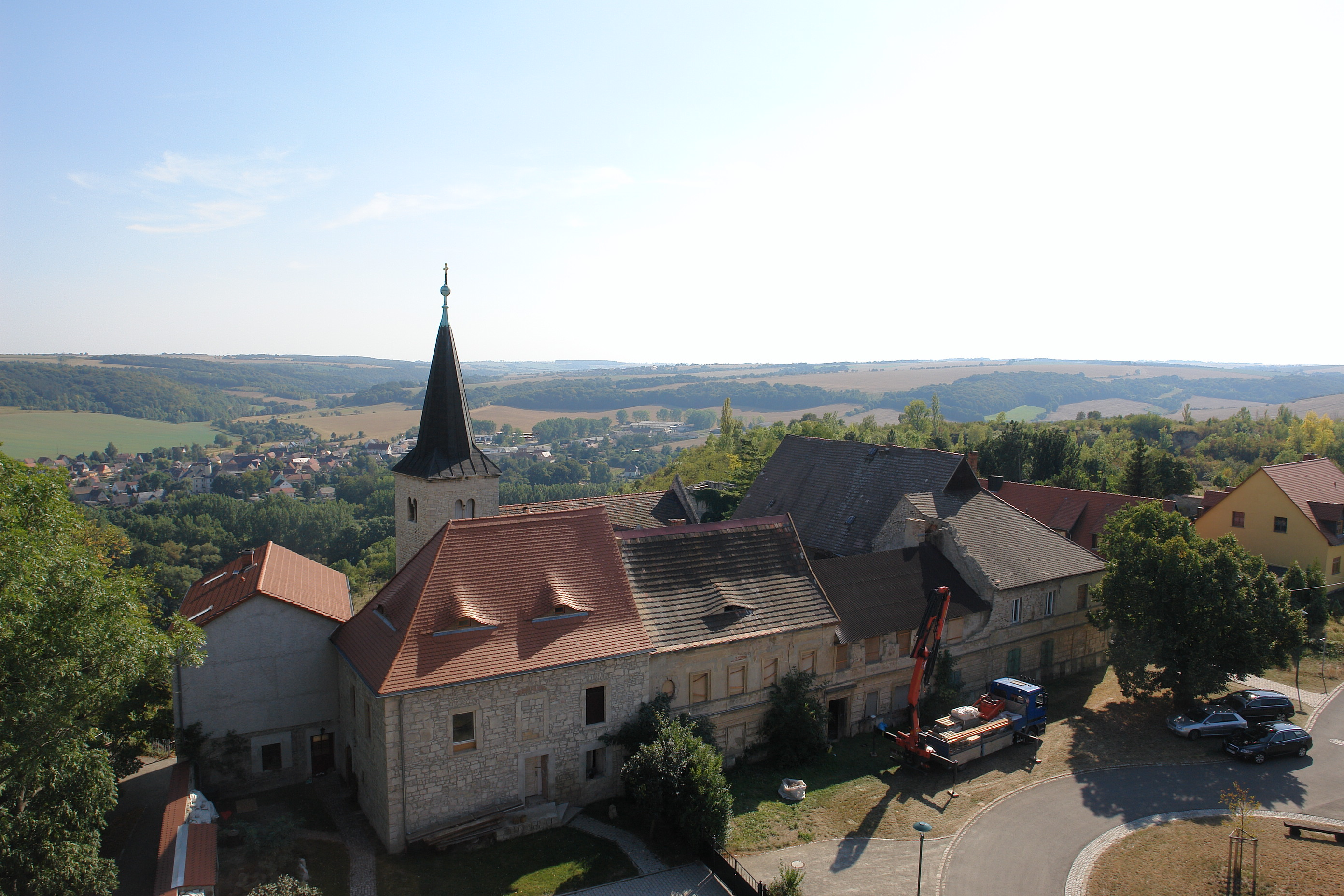
Kloster Zscheiplitz

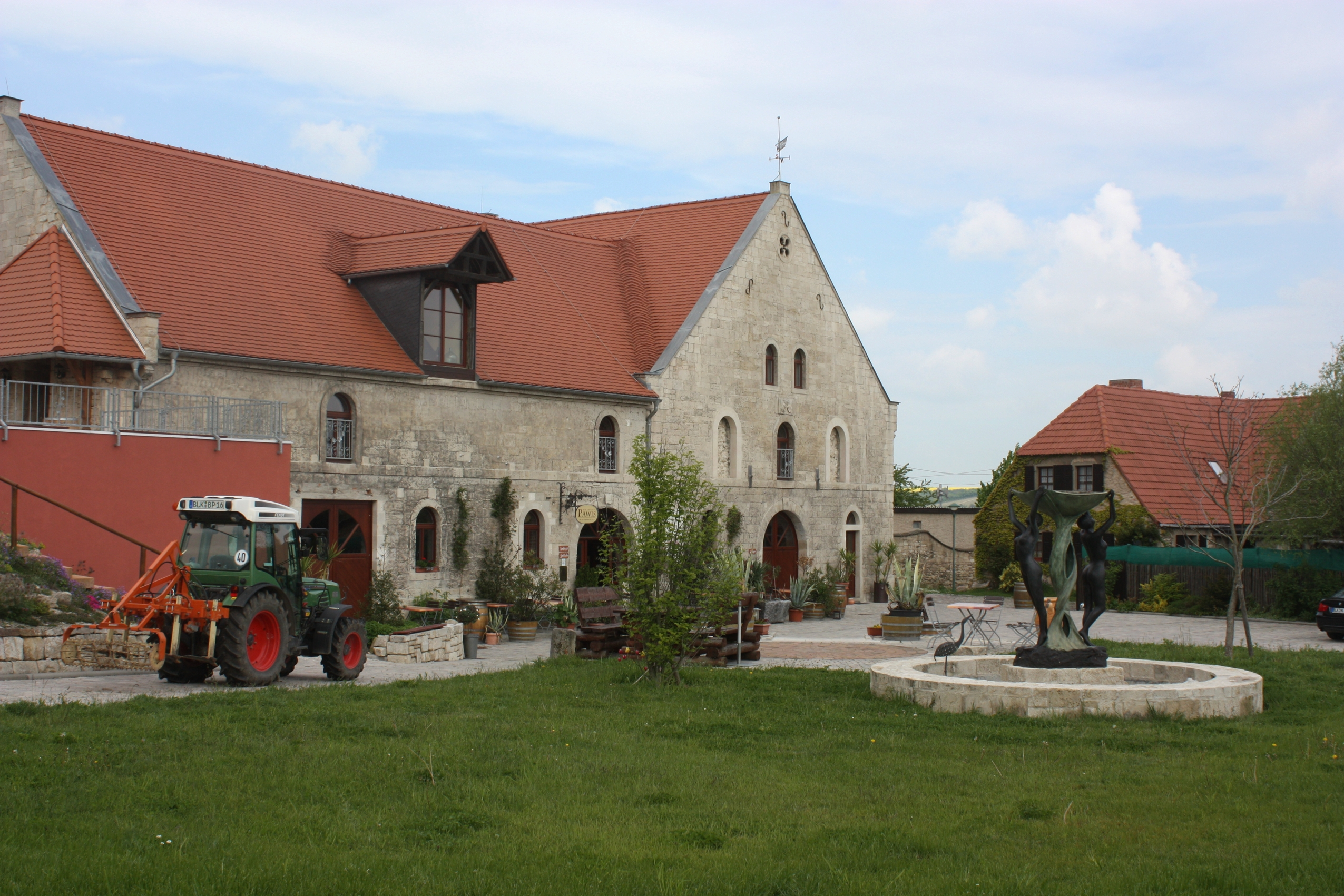
Klostergut Zscheiplitz

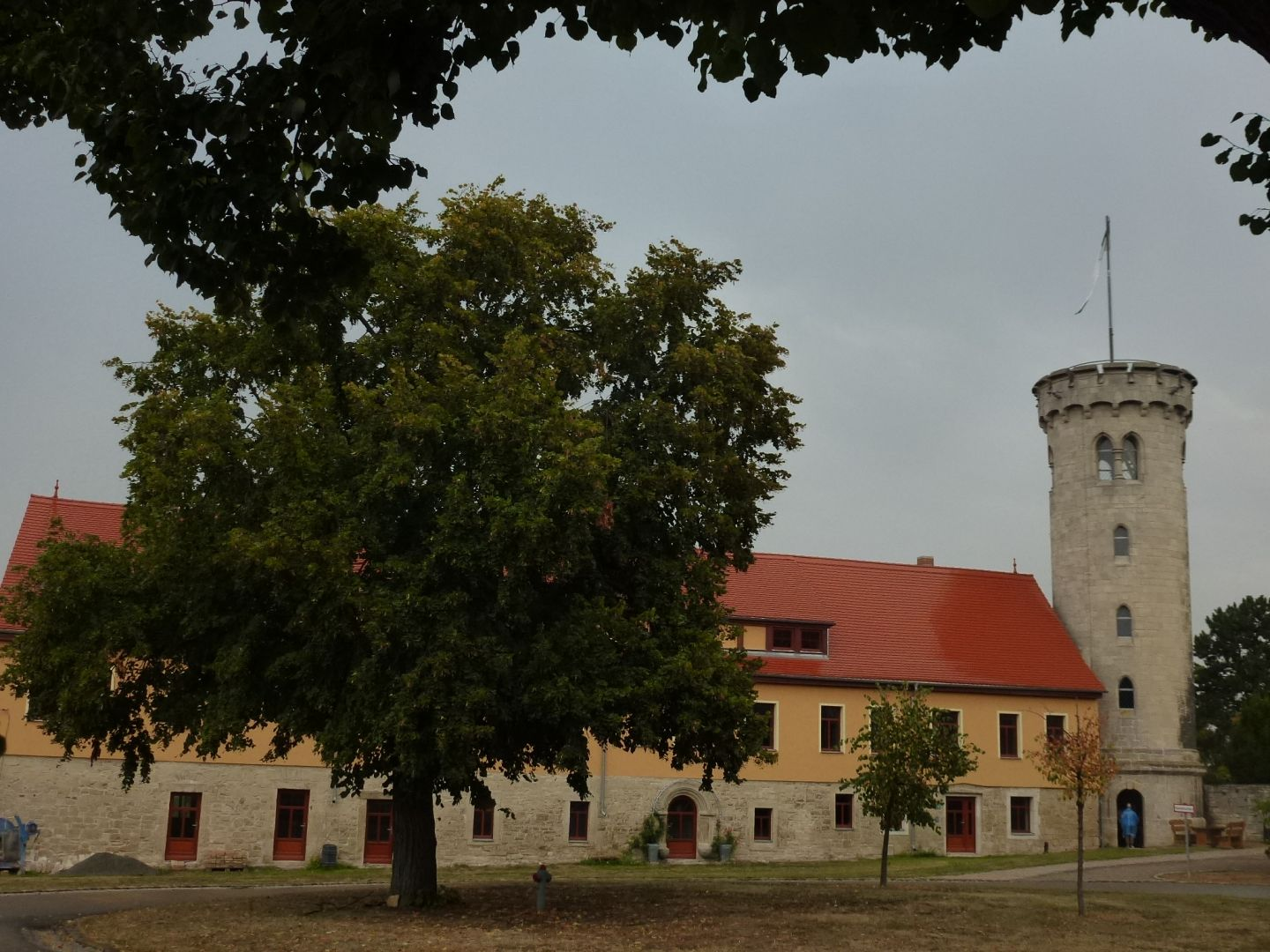
Wasserturm

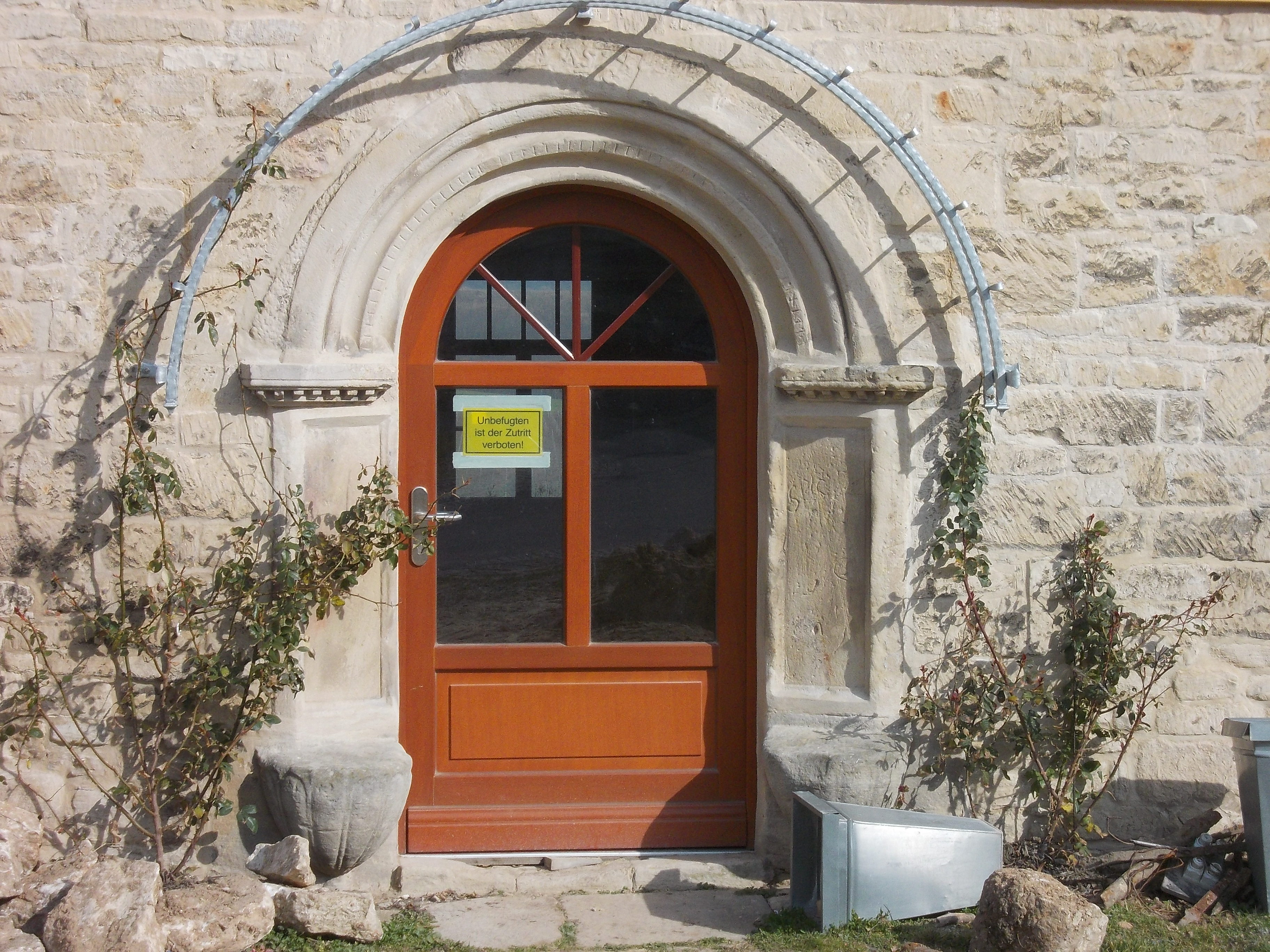
Portal

Das ehemalige Kloster Zscheiplitz (später auch Rittergut) war ein Benediktinerinnen-Kloster in Zscheiplitz, einem heutigen Ortsteil von Freyburg (Unstrut) im Burgenlandkreis in Sachsen-Anhalt. Dazu gehören die Klosterkirche, die Klostergebäude mit der Klausur und der als Bergfried mit Zinnen ausgebildete Wasserturm. Die Klosterkirche wird vom Verein Kloster Zscheiplitz – Klosterbrüder verwaltet. Die Klostergebäude werden als Familienresidenz, aber auch als Museum und Kunstgalerie genutzt.

## Geschichte und Architektur
Die als Wohngebäude genutzten Klostergebäude liegen südlich des jüngeren Dorfs über dem linken Unstrutufer. Das Kloster wurde möglicherweise um das Jahr 1041 nach Gründung eines Klosters in der Burg Goseck als neuer Sitz des Pfalzgrafen von Sachsen erbaut. Vor 1110 ist die Stiftung einer Kirche durch Adelheid, die Frau des Grafen Ludwig des Springers (siehe Burg Neuenburg bei Freyburg), seit dem späten 12. Jahrhundert ist ein Benediktinerinnenkloster nachweisbar, seit der Mitte des 16. Jahrhunderts bis 1945 ein Kammergut und später ein Rittergut.
Abgesehen von dem Torbogen und mehrere romanische Fenster, die bei den jüngsten Restaurierungsarbeiten im Herrenhaus freigelegt wurden von der Burg sind durch die Nachfolgebauten keine Reste mehr sicher bestimmbar; möglicherweise sind noch zwei Gräben an der Ostseite erhalten. Aus der Klosterzeit sind neben der Klosterkirche Zscheiplitz und Teilen der Klausur auch die Ringmauern im Norden, Osten und an der Unstrutseite erhalten; hier befindet sich auch ein rechteckiger Mauerturm. Die den großen Wirtschaftshof umstehenden Gebäude sind nachmittelalterlich, im Nordflügel ist ein Sitznischenportal der Renaissance eingebaut; die meisten Gebäude gehören dem 17./20. Jahrhundert an. Westlich und südwestlich der ehemaligen Klausur sind noch spätgotische Bauteile erhalten, darunter ein Stabwerkportal am Nonnengarten.
Der Wasserturm ist als Bergfried mit Zinnen ausgebildet und stammt aus dem dritten Viertel des 19. Jahrhunderts.
Die Klausur ist auf der Nordseite der Kirche über einer geringen Grundfläche erbaut. In der dreiseitig geschlossenen Hofanlage, dem einstigen Schloss oder Herrenhaus sind seit dem 16. Jahrhundert Reste romanischer Keller und Fenster im Erd- und Obergeschoss des Nordflügels sowie ein spätgotisches Portal erhalten, das vielleicht zum Kreuzgang führte. Im Westflügel ist eine barocke „Schwarze Küche“ eingebaut. Neubarocke Umbauten wurden in der zweiten Hälfte des 19. Jahrhunderts vorgenommen.
Seit 2009 führt die Familie Hahn eine aufwendige Restaurierung des historischen Anwesens durch. 2018 wurde der Name Kloster Zscheiplitz von den heutigen Besitzern des Herrenhauses als Marke beim Deutschen Patentamt eingetragen.